# Chronica Boemorum
Chronica Boemorum (tjekkernes eller bøhmernes krønike) er den første latinske krønike, hvor historien om de tjekkiske lande er blevet konsekvent og relativt fuldt beskrevet. Det blev skrevet i 1119-1125 af Cosmas af Prag.
Manuskriptet indeholder oplysninger om historiske begivenheder i de tjekkisksprogede lande fra oldtiden til den første fjerdedel af det 12. århundrede. Samtidig er krøniken ikke begrænset til tjekkisk national historieskrivning, den beskriver også forholdet mellem forskellige europæiske stater i det 10.-12. århundrede.
Forfatteren til krøniken havde været kendt som dekan for kapitlet i Sankt Vitus-katedralen i Prag Cosmas i Prag . Da den er en værdifuld historisk kilde, især når den vedrører begivenheder, hvis samtidige var Cosmas, satte den tjekkiske krønike i mange henseender retningen for den efterfølgende udvikling af de tjekkiske annaler. Krønikeskriveren arbejdede på krøniken indtil sin død i 1125. På trods af nogle unøjagtigheder og et levende udtryk for forfatterens egen holdning, er det videnskabelige niveau højt for den epoke, og betydningen af de begivenheder, der er beskrevet i den, gjorde Cosmas fra Prag til en af de mest betydningsfulde krønikeskrivere i middelalderens Europa .
Chronica blev videreført af forskellige, samlet kaldet Cosmas' fortsættere, frem til 1300.